# Tomomi Tanaka
Tomomi Tanaka (jap. 田中智美 Tanaka Tomomi; ur. 25 stycznia 1988 w Naricie) – japońska lekkoatletka, specjalizująca się w biegach długodystansowych.
W 2012 wystartowała na mistrzostwach świata w półmaratonie, na których zajęła 8. miejsce indywidualnie, a w rywalizacji drużynowej zdobyła brązowy medal.

## Osiągnięcia
| Rok  | Impreza                           | Miejsce        | Konkurencja            | Lokata      | Wynik   |
| ---- | --------------------------------- | -------------- | ---------------------- | ----------- | ------- |
| 2012 | Mistrzostwa świata w półmaratonie | Kawarna        | półmaraton             | 8. miejsce  | 1:11:09 |
| 2012 | Mistrzostwa świata w półmaratonie | Kawarna        | półmaraton (drużynowo) | 3. miejsce  | 3:34:45 |
| 2016 | Igrzyska olimpijskie              | Rio de Janeiro | maraton                | 19. miejsce | 2:31:12 |

## Rekordy życiowe
- Bieg na 5000 metrów – 15:37,59 (2015)
- Bieg na 10 000 metrów – 32:08,74 (2015)
- Półmaraton – 1:09:24 (2014)
- Maraton – 2:23:19 (2016)